# تال بن حاييم
تال بن حاييم (بالعبرية: טל בן חיים)، من مواليد 31 مارس 1982 في ريشون لتصيون في إسرائيل، لاعب كرة قدم إسرائيلي.
بدأ مسيرته الكروية مع نادي ماكابي تل أبيب في عام 1998، ولعب معهم حتى عام 2004، وشارك معهم في 147 مباراة وسجل هدفين، ومنذ عام 2004 وحتى 2007 وهو يلعب مع نادي بولتون واندررز الإنجليزي، وفي موسم 2007 /2008 لعب بصفوف تشيلسي ثم انتقل مع بداية موسم 2008/2009 إلى مانشيستر سيتي ومن ثم انتقل إلى نادي سندرلاند معاراً ثم انتقل إلى نادي بورتسموث وذلك كان في عام 2009 وحالياً يلعب معاراً في نادي وست هام يونايتد في موسم 2010/2011.
و قد بدأ باللعب مع منتخب إسرائيل لكرة القدم في عام 1998.

## روابط خارجية
- تال بن حاييم على موقع الاتحاد الأوربي (الإنجليزية)
- تال بن حاييم على موقع قاعدة بيانات كرة القدم.إي يو (الإنجليزية)
- تال بن حاييم على موقع ليكيب (الفرنسية)
- تال بن حاييم على موقع ناشيونال فوتبول تيمز (الإنجليزية)
- تال بن حاييم على موقع Soccerbase.com (لاعب) (الإنجليزية)
- تال بن حاييم على موقع Soccerway.com (الإنجليزية)
- تال بن حاييم على موقع عالم كرة القدم.نت (الإنجليزية)
- تال بن حاييم على موقع AS.com (الإسبانية)